# Drzewko na Brooklynie
Drzewko na Brooklynie (ang. A Tree Grows in Brooklyn) – amerykański film z 1945 roku w reżyserii Elii Kazana, nakręcony na podstawie powieści Betty Smith pod tym samym tytułem.

## Obsada
- Dorothy McGuire jako Katie Nolan
- Joan Blondell jako ciocia Sissy
- James Dunn jako Johnny Nolan
- Lloyd Nolan jako policjant McShane
- James Gleason jako McGarrity
- Ted Donaldson jako Neeley Nolan
- Peggy Ann Garner jako Francie Nolan
- Ruth Nelson jako panna McDonough
- John Alexander jako Steve Edwards
- B.S. Pully jako sprzedawca choinek
- Ferike Boros jako babcia Rommely (niewymieniona w czołówce)
- Charles Halton jako pan  Barker, agent ubezpieczeniowy (niewymieniony w czołówce)

## Nagrody i nominacje
| Nazwa nagrody | Wygrane                                      | Nominacje                                             |
| ------------- | -------------------------------------------- | ----------------------------------------------------- |
| Oscar         | 1946 Najlepszy aktor drugoplanowy James Dunn | 1946 Najlepszy scenariusz Frank Davis, Tess Slesinger |

## Wyróżnienia
| Data wpisania | National Film Registry |
| ------------- | --- |
| 2010          | Lista filmów budujących dziedzictwo kulturalne USA utworzona przez National Film Preservation Board i przechowywana w Bibliotece Kongresu Stanów Zjednoczonych |